# Beli ap Eiludd
Beli ap Eiludd (fl. VII secolo) fu un sovrano del King of Powys del VII secolo, figlio di Selyf Sarffgadau.
Secondo alcune ipotesi, sarebbe il figlio di Manwgan ap Selyf che aveva ripreso il trono del Powys dopo la morte dell'usurpatore Eiludd Powys, ucciso attorno al 642 nella battaglia di Maes Cogwy dalle truppe della northumbriane.